# VIBE ON!/あんたのどれいのままでいい
「VIBE ON! / あんたのどれいのままでいい」（バイブ・オン! / - ）は、日本のロックバンド、thee michelle gun elephantの7thシングル。1998年1月7日発売。

## 解説
- ライブ会場限定で発売されたEP。CDでの発売はなく、アナログのみの発売となった。
- ディスコグラフィーにも7thシングルとしてクレジットされている。
- 赤盤と青盤の二種類のジャケットがあり、シリアルナンバー入りである。
- ライブ終了後は入手困難となっていたが、後にベストアルバム『TMGE 106』に「VIBE ON!」が、『THEE MICHELLE GUN ELEPHANT GRATEFUL TRIAD YEARS』の初回特典ディスクに「あんたのどれいのままでいい」がそれぞれ収録された。

## 収録曲
1. VIBE ON! (2:25)
2. あんたのどれいのままでいい (3:37)

全作詞：チバユウスケ 作曲・編曲：thee michelle gun elephant